# Deconstructed (álbum)
Deconstructed —en español: Deconstruido— es el primer álbum de remix de la banda británico Bush. Fue publicado el 11 de noviembre de 1997, a través de Trauma Records. No presentaba ningún material nuevo, pero fue un esfuerzo de colaboración entre la banda y varios productores que trabajan en la electrónica género de la música a remezclar algunas de las canciones publicadas anteriormente de la banda. "Mouth (The Stingray Mix)" fue lanzado como sencillo en 1997 y se convirtió en un éxito menor, debido en gran parte a que siendo un lugar destacado tanto en el tráiler y la película de 1997 Un hombre lobo americano en París.
Tres temas de este álbum, "Mouth (The Stingray Mix)", "Everything Zen (The Lhasa Fever Mix)", y "Swallowed (The Goldie/Both Sides Toasted Please Mix)" también aparecen en la compilación de grandes éxitos de Bush, The Best Of: 1994–1999 lanzada en 2005.

## Lista de canciones
| N.º | Título                                                    | Duración |  |
| 1.  | «Everything Zen» (The Lhasa Fever Mix)                    | 4:17     |  |
| 2.  | «Mouth» (The Stingray Mix)                                | 4:32     |  |
| 3.  | «Swallowed» (Goldie/Toasted Both Sides Please Mix)        | 5:48     |  |
| 4.  | «Synapse» (Philip Steir/My Ghost In The Bush Of Life Mix) | 6:29     |  |
| 5.  | «History» (Dub Pistols Mix)                               | 5:44     |  |
| 6.  | «Personal Holloway» (Fabio Paras/Soundclash Republic Mix) | 6:21     |  |
| 7.  | «Bonedriven» (Mekon/Beat Me Clever Mix)                   | 5:16     |  |
| 8.  | «Insect Kin» (Jack Dangers/Drum and Bees Mix)             | 7:05     |  |
| 9.  | «Comedown» (Lunatic Calm Mix)                             | 6:37     |  |
| 10. | «Everything Zen» (Derek DeLarge Mix)                      | 7:17     |  |
| 11. | «In a Lonely Place» (Tricky Mix)                          | 5:57     |  |

- En la edición europea del álbum, "Mouth (The Stingray Mix)" es más larga a las 5:59.
- Las pistas 1, 9, y 10 son remezclas de las canciones del álbum Sixteen Stone. Pistas 2-8 son remezclas de las canciones del álbum Razorblade Suitcase. La pista XI, "In a Lonely Place", fue previamente lanzado en banda sonora de The Crow: City of Angels, con algunos de los otros remixes que está disponible como lados-B de los sencillos de Bonedriven.

## Posicionamiento en lista
| Lista (1997)                       | Posición |
| ---------------------------------- | -------- |
| Estados Unidos (Billboard 200)     | 36       |
| Canadá (Billboard Canadian Albums) | 14       |
| Nueva Zelanda (Recorded Music NZ)  | 27       |